# Hönan, Gästrikland
Hönan är en sjö i Hofors kommun i Gästrikland och ingår i Gavleåns huvudavrinningsområde.